# 国手戦 (中国囲碁)
国手戦（こくしゅせん、国手战）は、中国の囲碁の棋戦。中国囲棋協会により1981年から1987年まで7期行われた。

## 優勝者と決勝戦
（左が勝者）
1. 1981年 聶衛平 - 黄徳勲
2. 1982年 馬暁春 - 聶衛平
3. 1983年 邵震中 - 馬暁春
4. 1984年 陳臨新 - 曹大元
5. 1985年 馬暁春 - 陳臨新
6. 1986年 劉小光 - 宋雪林
7. 1987年 陳臨新 - 銭宇平